# Исхрана коза за производњу млека
Козе конзумирају више суве материје оброка од оваца, а нарочито оваца у лактацији. На крају бременитости коза веома је важно пратити телесну кондицију, ради избегавања сувишне угојености, опасности од појаве кетозе у току ране фазе лактације. Просечне потребе у енергији за производњу млека износе 5,1 МЈ по литру. У току ране фазе лактације често пута се не могу задовољити потребе у енергији из хране.
| Принос млека (литара/дан) | Хранљива материја           | телесна маса, кг | телесна маса, кг | телесна маса, кг |
| Принос млека (литара/дан) | Хранљива материја           | 50               | 60               | 70               |
| ------------------------- | --------------------------- | ---------------- | ---------------- | ---------------- |
| 0                         | Сува материја, kg           | 1,5              | 1,8              | 2,1              |
| 0                         | Метаболичка енергија, МЈ    | 8,0              | 9,2              | 10,3             |
| 0                         | Сварљиви сирови протеини, g | 51               | 59               | 66               |
| 1                         | Сува материја, kg           | 1,7              | 2,0              | 2,3              |
| 1                         | Метаболичка енергија, МЈ    | 13,1             | 14,3             | 15,4             |
| 1                         | Сварљиви сирови протеини, g | 106              | 114              | 121              |
| 2                         | Сува материја, kg           | 1,9              | 2,2              | 2,5              |
| 2                         | Метаболичка енергија, МЈ    | 18,2             | 19,4             | 20,5             |
| 2                         | Сварљиви сирови протеини, g | 161              | 169              | 176              |
| 3                         | Сува материја, kg           | 2,1              | 2,4              | 2,7              |
| 3                         | Метаболичка енергија, МЈ    | 23,3             | 24,5             | 25,6             |
| 3                         | Сварљиви сирови протеини, g | 216              | 224              | 231              |

За потребе коза на паши потребе у метаболичкој енергији се повећавају за 25%.
У исхрани коза у лактацији конзумирање воде је од критичног значаја. Поред осталог, за сваки литар произведеног млека животиња мора да унесе 1,4 литара воде, односно 4-7 литара на дан. У коза храњених са концентратима, у којих је смањено конзумирање воде, долази до развоја уринарних каменова, стања на која су нарочито осетљиве козе Ангора расе. Додавање 1% соли оброку, смањује опасност од развоја овог стања.
Коза је животиња која брсти, а када је неопходно и пасе. У поређењу са овцама козе дају предност самониклим врстама биљака, што упућује на закључак да коза има велики значај за брдска подручја. На другој страни постоје проблеми са интерним паразитима, пошто се антихелминтици не могу користити за козе у лактацији. Поред тога, присутна је тенденција да козе производе покварено млеко ако се хране ароматичним материјама, што представља додатну опасност. 
Најчешће коришћено храниво за козе држане у објектима је сено, мада се може користити и силажа доброг квалитета. Репини резанци представљају веома добро допунско храниво, а нарочито у току ране лактације, када укусност стимулише апетит, а његова сварљива влакна помажу одржавање садржаја млечне масти. У поређењу са силажом сено има мањи садржај енергије и знатно мање протеина. Прелаз на силажу, где је то могуће, доводи до уштеде у концентратима. У производњи влакана веома је важно избегавање хранидбеног стреса, а нарочито дефицита у конзумираној енергији. Исхрана на нивоу потреба за козе које производе млеко, је адекватна и за козе за производњи кострети.